# Jaleo Real
Jaleo Real est un groupe catalan (Espagne).

## Musique
Fusion de rumba catalane, de flamenco, de reggae acoustique, de musique cubaine, de rock gitan et de tango, utilisant des guitares espagnoles, flamenca, basse, flûte, percussions, chants et chœur, avec des textes engagés.

## Biographie
La formation naît en 2002 à Barcelone. Jaleo Real se fait rapidement remarquer, enregistre une maquette et donne environ 200 en Catalogne, Allemagne, France, Suisse et Autriche.

## Discographie
- Un album, Pichica, où participe Madjid Fahem, guitariste de Radio Bemba et de La Kinky Beat.

## Membres du groupe
- Ambrosio « Sito » Barbero : Chant, flûte, palmas (frapper dans les mains du flamenco)
- Tito Bonacera : Basse
- Kike Barbero : Guitare espagnole
- Sergio « Palito » Barbero : Guitare flamenca
- Daniel Blanchi :  Batterie, cajon